# Komandno-servisni modul Apolla
Komandno-servisni modul Apolla je ameriško vesoljsko plovilo, ki je bilo najprej skupaj z lunarnim modulom uporabljeno v programu Apollo, samostojno pa pri poletih na vesoljsko postajo Skylab in združeni ameriško-ruski odpravi Apollo-Sojuz.
Plovilo je bilo sestavljeno iz dveh delov:
- Komandni modul je bil del, v katerem je bila posadka (3 člani), sistemi za navigacijo in vodenje ter sistemi za spajanje, toplotni ščit, potisni motorji za manevriranje ob vstopu v atmosfero in padala za pristanek. Zasnovan je bil kot stožčasta kapsula, ki je bila izdelana kot aluminijasta sendvič konstrukcija in obdana s toplotnim ščitom, ki je ščitil notranjost pred toploto, nastalo ob vstopu v atmosfero. Komandni modul je bil ob izstrelitvi pokrit z reševalnim stolpom, s pomočjo katerega bi se v primeru napake pri vzletu posadka rešila. Težišče komandnega modula je bilo postavljeno rahlo odmaknjeno od vzdolžne osi, da je pri vstopu v atmosfero nastala majhna sila vzgona, ki je precej zmanjšala obremenitve na posadko ob zaviranju plovila, obenem pa je omogočila tudi delno usmerjanje tirnice spuščanja.

- Servisni modul je bil nameščen pod komandni modul. Vseboval je raketni motor za vtirjenje v lunino orbito in za povratek z Lune, potisne motorje za menavriranje celotnega plovila, raketno gorivo za raketne motorje, gorivne celice za zagotavljanje električne energije ter zalogo vodika, kisika in vode. Pred pristankom se je komandni modul ločil od servisnega modula, ki je pri povratku zgorel v Zemljini atmosferi.